# Bajganin
Bajganin (kazakiska: Bayghanīn, ryska: Байганин) är en ort i Kazakstan.   Den ligger i oblystet Aqtöbe, i den västra delen av landet, 1 100 km väster om huvudstaden Astana. Bajganin ligger 198 meter över havet och antalet invånare är 7 657.
Terrängen runt Bajganin är platt.  Trakten runt Bajganin är nära nog obefolkad, med mindre än två invånare per kvadratkilometer. Trakten runt Bajganin består i huvudsak av gräsmarker.